# 북보르네오 분쟁

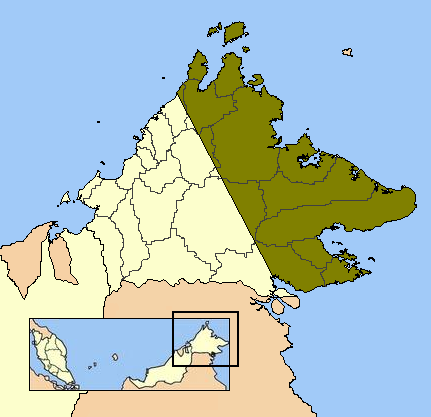
남쪽에 Sibuco 강 북서쪽 해안에 Pandassan 강 - 1878 계약 버전의 영토.

북보르네오 분쟁은 과거 북보르네오인 사바주의 동부 지역에 대한 분쟁이다. 필리핀은 1878년 협정을 영토 조차로 해석하여 술루 술탄국을 승계한 자신이 영유권을 가진다는 입장이며 말레이시아는 그 협정이 영토 조차인지는 별론으로 하고 민족 자결에 따라 말레이시아 영토로 확정되었다는 입장이다.

## 최근

### 시파탄섬과 리기타섬 분쟁
사바주의 동부에 위치하는 섬 시파탄 섬과 리기타 섬에 대한 말레이시아와 인도네시아의 분쟁이 국제사법재판소에 회부되었으며 필리핀도 참여하였으나 국제사법재판소는 인도네시아의 요구를 기각하였다.

### 2013년 라하드다투 대치
2013년 술루 술탄국의 술탄 지위를 승계했다고 주장하는 필리핀의 부족의 지도자 자말룰 키람 3세가 부족원을 말레이시아가 지배하는 라하드다투에 상륙시켜 대치하였다. 결과적으로 말레이시아가 승전하였고 소강상태에 이르었으나 말레이시아 법원이 부족원들에게 2018년에 사형을 확정해 영토 분쟁이 다시 일고 있다.